# 東駒形
東駒形（日语：／ Higashi-komagata */?）是東京都墨田區的町名。郵遞區號為130-0005。

## 地理
位於東京都墨田區西部，屬本所地域。北鄰吾妻橋，東與業平、橫川之間以大橫川為界，南接本所，西與台東區駒形之間以隅田川為界。町域由西向東為東駒形一丁目、二丁目、三丁目，三目通以東為四丁目。

## 歷史
1930年（昭和5年）成立東駒形一～四丁目，1966年（昭和41年）實施新住居表示。

### 地名由來
因位於駒形橋以東而得名。

## 交通

### 道路
- 東京都道319號環狀三號線（三目通）
- 東京都道453號本鄉龜戶線
- 東京都道463號上野月島線（清澄通）

### 橋梁
- 大橫川
  - 平川橋

## 設施
- 本所保健中心
- 東駒形社區會館
- 墨田區立橫川小學校
- 墨田區立本所中學校

## 備註
1. ↑  墨田区世帯人口現況8月分[永久]

## 外部連結
- 墨田區官方網站 （页面存档备份，存于）